# Весёлая разведённая
«Весёлый развод», или «Весёлая разведённая» (англ. The Gay Divorcee) — музыкальная комедия 1934 года режиссёра Марка Сэдрича. Второй совместный фильм танцующего тандема Джинджер Роджерс—Фред Астер и первый, где им доверили главные роли. Слоган — Музыкальный триумф двух континентов.

## Сюжет
Мими Глоссоп приезжает в Англию, чтобы добиться развода со своим мужем-геологом, которого она не видела много лет. Она консультируется с адвокатом, который решает организовать ей встречу с профессиональным соответчиком Родольфо Тонетти, изображающим любовников, чтобы можно было получить развод по обвинению в супружеской неверности. Но Мими встречает американского танцора Гая Холдена и ошибочно принимает его за соответчика.

## В ролях
- Джинджер Роджерс — Мими Глоссоп
- Фред Астер — Гай Холден
- Элис Брейди — тётя Гортенз
- Эдвард Эверетт Хортон — Пинки Фитцжеральд
- Эрик Родс — Родольфо Тонетти
- Эрик Блор — писатель
- Лилиан Майлз — певица
- Уильям Остин — Сирил Глоссоп
- Бетти Грейбл — танцовщица
- Мэри Макларен — хозяйка интимного ночного клуба (в титрах не указана)

## Премьеры
- В США премьера состоялась 12 октября 1934 года

В европейских странах лента была показана:
- 25 марта 1935 года в Дании
- 15 сентября1935 года в Финляндии

## Награды
- Премия «Оскар» 1935 года в категории Лучшая песня  («The Continental»)

Номинации на «Оскар» 1935 года за
- Лучший фильм
- Лучшая работа художника
- Лучший звук
- Лучший саундтрек

The Continental была первой песней, удостоенной «Оскара», так как эту премию начали вручать только в 1935 году.